# Люсса (Ардеш)
Люсса́ (фр. и окс. Lussas) — коммуна во Франции, находится в регионе Рона — Альпы. Департамент коммуны — Ардеш. Входит в состав кантона Вильнёв-де-Бер. Округ коммуны — Ларжантьер.
Код INSEE коммуны — 07145.

## Население
Население коммуны на 2008 год составляло 956 человек.
| 1962 | 1968 | 1975 | 1982 | 1990 | 1999 | 2008 |
| ---- | ---- | ---- | ---- | ---- | ---- | ---- |
| 540  | 561  | 529  | 585  | 624  | 776  | 956  |

## Экономика
В 2007 году среди 573 человек в трудоспособном возрасте (15—64 лет) 425 были экономически активными, 148 — неактивными (показатель активности — 74,2 %, в 1999 году было 76,0 %). Из 425 активных работали 377 человек (212 мужчин и 165 женщин), безработных было 48 (21 мужчина и 27 женщин). Среди 148 неактивных 55 человек были учениками или студентами, 42 — пенсионерами, 51 были неактивными по другим причинам.

## Фотогалерея

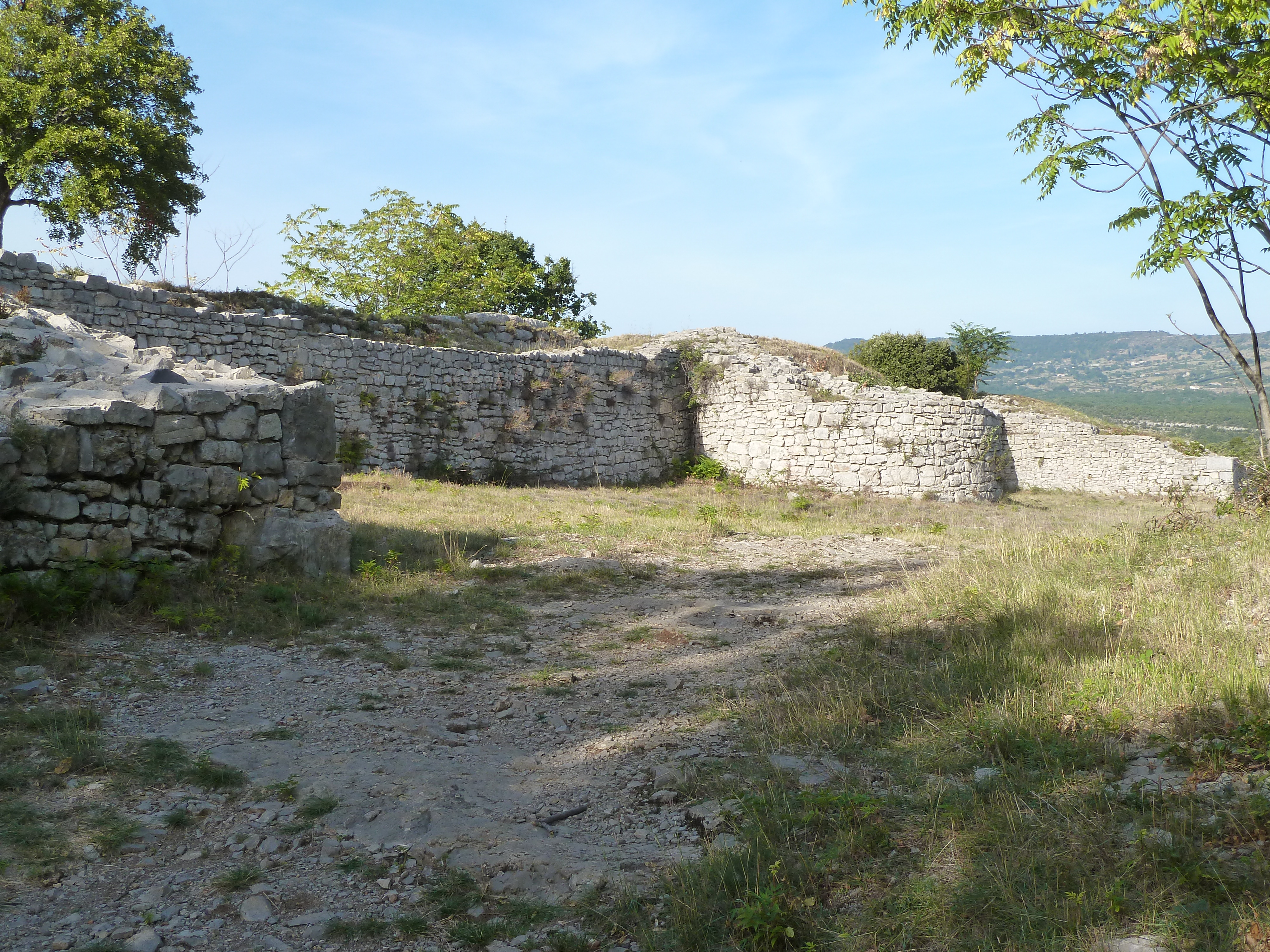
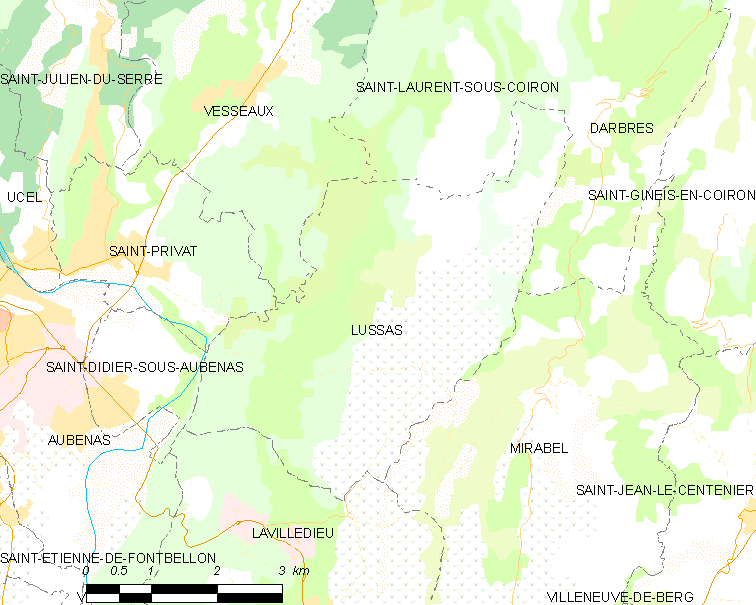
Карта коммуны